# Paxville
Paxville é uma cidade  localizada no estado norte-americano de Carolina do Sul, no Condado de Clarendon.

## Demografia
Segundo o censo norte-americano de 2000, a sua população era de 248 habitantes.
Em 2006, foi estimada uma população de 249, um aumento de 1 (0.4%).

## Geografia
De acordo com o United States Census Bureau tem uma área de
2,7 km², dos quais 2,7 km² cobertos por terra e 0,0 km² cobertos por água. Paxville localiza-se a aproximadamente 56 m acima do nível do mar.

## Localidades na vizinhança
O diagrama seguinte representa as localidades num raio de 16 km ao redor de Paxville.